# Яблонов (Закарпатская область)
Я́блонов (укр. Яблунів) (русин. Яблонов, Яблонӯв, Яблонув) — село в Верхнекоропецкой сельской общине Мукачевского района Закарпатской области Украины.
Население по переписи 2001 года составляло 637 человек. Почтовый индекс — 89666. Телефонный код — 3131. Занимает площадь 0,738 км². Код КОАТУУ — 2122788201.